# ذخيرة ذرية متوسطة التدمير

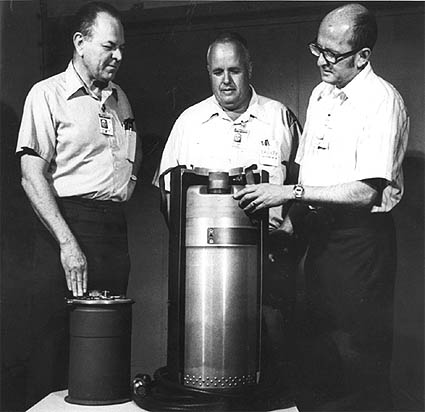
العلماء ينظرون إلى الذخيرة الذرية المتوسطة

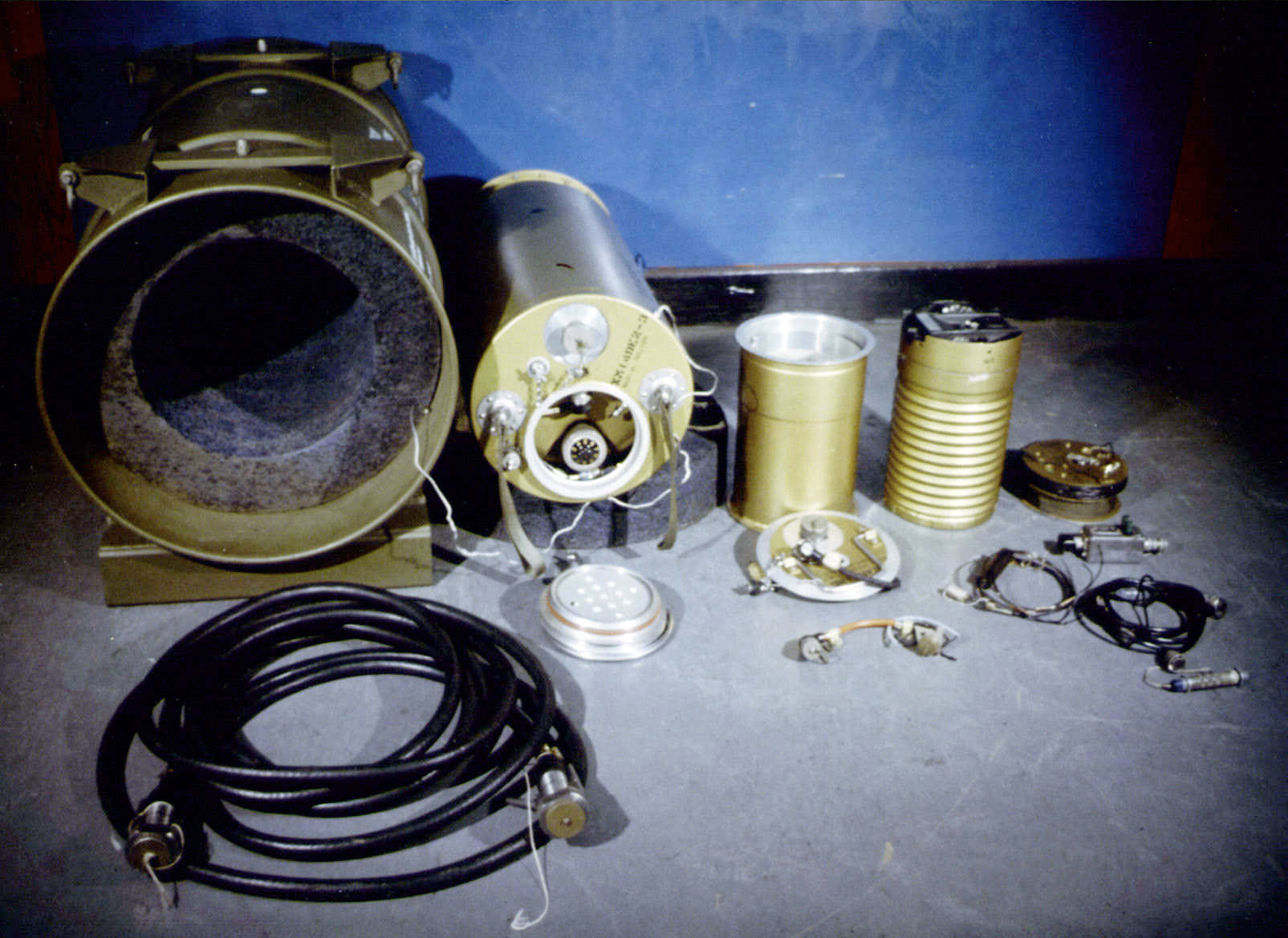
المكونات الداخلية للقنبلة من اليسار إلى اليمين: حاوية التعبئة, دبليو 45 رأس حربي, وحدة فك الترميز, وحدة إطلاق النار

ذخيرة ذرية متوسطة التدمير هي سلاح تكتيكي نووي طورته الولايات المتحدة خلال الحرب الباردة. وقد صممت لاستخدامها كألغام أرضية نووية ولأغراض تكتيكية أخرى مع عائد متفجر منخفض نسبيا من الرأس الحربي دبليو 45 حيث تتراوح بين 1 و 15 كيلوطن والوزن أقل من 400 رطل (181 كجم) وتم نشرها بين 1965 و 1986.